# Поташов Максим Оскарович
Максим Оскарович Поташов (рос. Максим Оскарович Поташев (Поташёв), 20 січня 1969, Москва) — російський математик, маркетолог та бізнес-тренер, президент федерації спортивного бриджу Росії. Відомий як гравець інтелектуальних ігор, у першу чергу — телевізійного клубу «Що? Де? Коли?», де виступає з 1994 року. Магістр гри «Що? Де? Коли?» (2000), володар призу «Діамантова сова» (2022), чотириразовий володар призу «Кришталева сова» (1997, двічі в 2000, 2016).
Підтримує російське вторгнення в Україну, у жовтні 2022 виступав перед мобілізованими в Рязанській області. Внесений до бази центру «Миротворець»

## Біографія
Народився 20 січня 1969 року в Москві. У 1991 році закінчив МФТІ (факультет управління та прикладної математики), викладав на кафедрі загальної та прикладної економіки в МФТІ.
Працював виконавчим директором інтернет-агентства «Результат», директором аналітичного центру «Лабораторії Касперського», керував Центром оперативного маркетингу ВАТ «Росдержстрах», керуючим партнером консалтингового агентства «R&P Consulting».У 2012 році обійняв посаду директора з розвитку в видавництві «Азбука-Аттікус».
Веде програму «Тренер» на радіостанції «Маяк».
Цікавиться різними видами спорту, зокрема баскетболом та футболом, вболіває за ЦСКА.
У серпні 2010 року обраний президентом Загальноросійської громадської організації «Федерація спортивного бриджу Росії».
Має двох синів-близнюків: Романа та Андрія (2005) від шлюбу з Оленою Александровою, та дочку Анну (2014) від другого шлюбу з Оленою Чухрайовою.

## «Що? Де? Коли?»

### Телевізійний клуб
Дебютував у телеклубі «Що? Де? Коли?» 21 травня 1994 року в складі команди Михайла Смирнова, де вона перемогла з рахунком 6:1. Ця команда разом с Поташовим дійшла до фіналу Ігор Безсмертних 1995 року, присвячених 20-річчю гри «Що? Де? Коли?», але програла в ньому телеглядачам з рахунком 5:6.
За підсумками зимової серії 1997 року Поташов став володарем своєї першої «Кришталевої сови». На ювілейних іграх 2000 року Поташов виступав у команді зірок 1990-х років, де здобув одразу дві «Кришталеві сови», а також став другим володарем титулу Магістра гри «Що? Де? Коли?» (після Олександра Друзя)..
Упродовж 2003—2009 років Максим Поташов зазнав 7 поразок поспіль, граючи капітаном власної команди, а також у командах Михайла Смирнова й Андрія Козлова. У 2009—2013 роках грав у команді Андрія Козлова, у 2014—2019 — у команді Віктора Сіднєва, у 2020—2021 роках — у команді Альони Повишевої. В осінньої серії 2016 Поташов отримав ювілейну, 100-у «Кришталеву сову» в історії клубу.
З 2022 року Максим знову грає капітаном власної команди. У фінальній грі 2022 року Поташов став володарем призу «Діамантова сова» за результатами гри, де брали участь 4 команди знавців..

### Спортивна версія
Грає у спортивній версії «Що? Де? Коли?» з 1989 року. Весь час виступав за ту саму команду (сучасна назва — «Афіна»). 2001 року став її капітаном (замість Володимира Бєлкіна).
Входить до числа гравців, що регулярно беруть участь у чемпіонатах світу з гри «Що? Де? Коли?».
У спортивній версії гри «Що? Де? Коли?» має такі основні досягнення:
- чемпіон світу 2003 та 2011 років;
- чемпіон Росії 2008 та 2011 років;
- шестиразовий чемпіон Москви по ЩДК (1996, 1997, 1998, 2003, 2008, 2009);
- дворазовий чемпіон Міжнародної асоціації клубів ЩДК (1992, 1995);
- триразовий переможець Відкритого чемпіонату Москви по ЩДК (1992, 1995, 1996).

Незмінний президент Асоціації московських клубів «Що? Де? Коли?». Член правління і з 2001 року — віцепрезидент Міжнародної асоціації клубів (МАК) «Що? Де? Коли?». Лауреат премії МАК у номінації «Людина року» (2004) та премії імені В. Я. Ворошилова за заслуги в розвитку руху «Що? Де? Коли?» (2007).

## Участь в інших телепроєктах
Брав участь у всіх сезонах телевізійної гри «Брейн-ринг», двічі ставав абсолютним чемпіоном, 11 разів — чемпіоном місяця.
1995 року взяв участь у телегрі «Своя гра», де програв іншому майбутньому магістру ЩДК Олександру Друзю, набравши з ним однакову суму після фінального раунду та поступившись у додатковому раунді.
Також Поташов брав участь у програмі «Хто хоче стати мільйонером?» в парі с Миколою Валуєвим (виграв 800 000 рублів у випуску 21 лютого 2016).